# Estrecho de Juan de Fuca
El estrecho de Juan de Fuca (en inglés: Strait of Juan de Fuca) es un estrecho marino que bordea la isla de Vancouver por el sur y es la principal salida del estrecho de Georgia y el estrecho de Puget, conectando ambos con el océano Pacífico. Forma parte de la frontera internacional entre Estados Unidos y Canadá. Fue nombrado en 1788 por el capitán inglés John Meares, del barco Felice, en honor de Juan de Fuca, un marinero griego al servicio de la Corona española que alegaba haber ido en un viaje con exploradores españoles en 1592 para buscar el fabuloso estrecho de Anián.
El United States Geological Survey define el estrecho de Juan de Fuca como un canal. Se extiende desde el este, por el océano Pacífico, entre la Isla de Vancouver (en la Columbia Británica) y la península Olímpica (estado de Washington), hasta el estrecho de Haro, el canal San Juan, el estrecho Rosario y el estrecho de Puget. La frontera en el océano Pacífico está formada por una línea entre el cabo Flattery y la isla Tatoosh (en Washington) hasta Carmanah Point (en la isla de Vancouver, en la Columbia Británica). Su frontera norte sigue la línea de la orilla desde la isla de Vancouver hasta González Point, y luego una línea continua que se dirige al este pasando por Seabird Point (en la isla del Descubrimiento, en la Columbia Británica), Cattle Point (en la isla San Juan, en Washington), Iceberg Point y Point Colville (ambos en isla López, y luego por Rosario Head (en isla Fidalgo). La frontera este es una línea continua que se extiende al sur desde Rosario Head a lo largo de la isla Whidbey hasta Point Partridge, dirección sur hasta Point Wilson (en la península Quimper). La península Olímpica, en el estado de Washington, forma parte de la frontera sur del estrecho.
Debido a que se encuentra expuesto a los vientos generalmente del oeste y a las olas del Pacífico, el mar y el tiempo en el estrecho de Juan de Fuca son, en general, más bravos que en las aguas más protegidas del interior. Un ferry internacional de vehículos cruza el estrecho desde Port Ángeles, Washington hasta Victoria (Columbia Británica) varias veces al día, y varios ferris de pasajeros del sistema de ferris del estado de Washington, así como un ferry privado de alta velocidad, conectan Victoria y Seattle.
El estrecho continúa sujeto a una disputa de fronteras marinas entre Canadá y Estados Unidos.
Los condados estadounidenses que tienen costa en el estrecho, todos ellos pertenecientes al estado de Washington, son los siguientes:
- condado de Clallam;
- condado de Jefferson;
- condado de Island;
- condado de San Juan.

El único distrito regional canadiense que tiene costa en el estrecho es el Distrito Regional de la Capital, parte de la Columbia Británica.